# Galvanometer

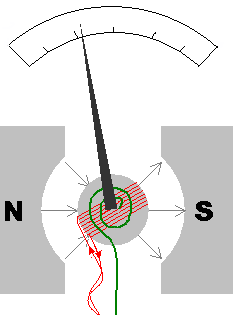
Galvanometer

Een galvanometer is een elektromechanisch meetinstrument waarmee de stroomsterkte van een elektrische stroom afgelezen kan worden aan de verdraaiing van een meetnaald. De te meten stroom loopt door een meetspoeltje en veroorzaakt een magneetveld dat voor de draaiing van de naald zorgt. In de eerste uitvoeringen was het spoeltje statisch en de naald een kompasnaald, In latere uitvoeringen is het spoeltje draaibaar in een statisch magneetveld opgehangen en geeft de naald de draaiing van het spoeltje aan. Galvanometers zijn door hun speciale constructie zeer gevoelig en worden daarom vooral gebruikt voor het meten van zeer kleine stromen (in het bereik van micro- tot milliampères).

## Historie

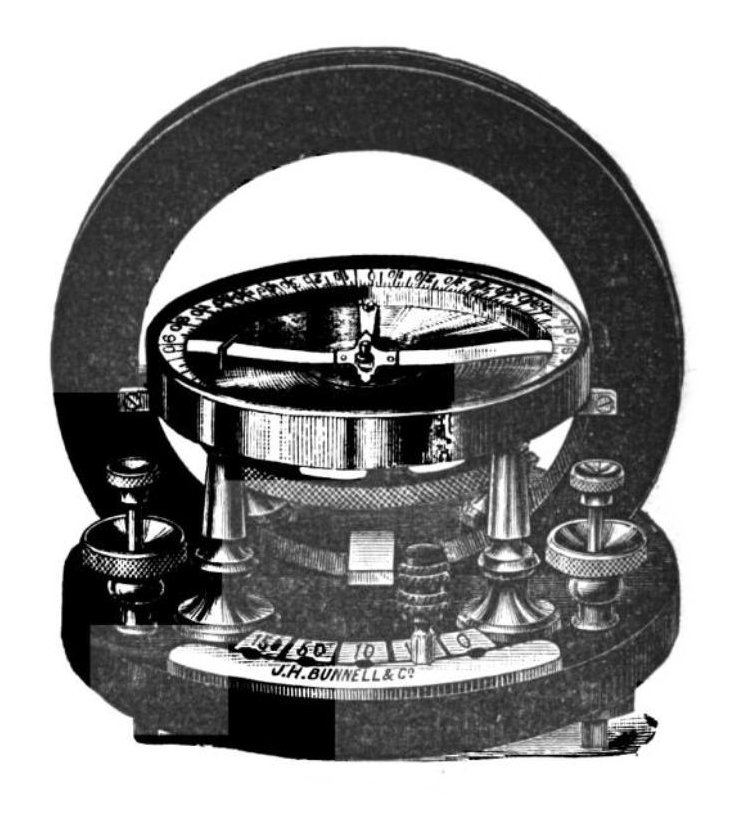
Tangentenboussole gemaakt door J.H.Bunnel Co (rond 1890)

Hans Christian Ørsted was in 1820 de eerste die beschreef dat een magnetische kompasnaald afbuigt als het in de nabijheid wordt gebracht van een stroomvoerende geleider. Door de ontdekking van dit verschijnsel kon men een instrument ontwikkelen voor het meten van elektrische stromen. Een van de eerste galvanometers werd op 16 september 1820 gemaakt door Johann Schweigger, professor aan de Universiteit van Halle. Ook André-Marie Ampère had een belangrijk aandeel in de ontwikkeling ervan.
Bij de eerste ontwerpen werd het spoeltje gevormd door meerdere wikkelingen van de stroomvoerende draad om een houten vorm te wikkelen om zo het effect van het magnetische veld veroorzaakt door de stroom, te vergroten. Vanwege deze constructie werd dit instrument in het begin daarom multiplicator (vermenigvuldiger) genoemd. De term galvanometer, algemeen gebruikt vanaf 1836, is een eerbetoon aan de Italiaanse elektriciteitsonderzoeker en anatoom Luigi Galvani.

## Uitvoeringsvormen
Kort nadat Schweigger zijn multiplicator had ontwikkeld en gepubliceerd kwamen er al snel vergelijkbare instrumenten op de markt. Zo bouwden onafhankelijk van elkaar de Duitser Johann Christian Poggendorff en de Brit James Cumming in 1821 hun versie van de galvanometer.

### Tangent galvanometer
Aanvankelijk gebruikten deze meetinstrumenten het aardmagnetische veld als richtend koppel voor de kompasnaald. Deze werden tangent galvanometers (of tangentenboussole) genoemd en moesten voor gebruik in de juiste richting georiënteerd worden.
De tangent galvanometer bestaat uit een ronde, verticaal opgestelde spoel met meerdere windingen van geïsoleerde koperdraad met in het middelpunt een horizontaal opgestelde kompasnaald. De werking ervan is gebaseerd op de magnetische "wet van tangent". Deze zegt dat stroomsterkte in de spoel evenredig is aan de tangens van de draaiingshoek die de magnetische kompasnaald maakt in het magneetveld van de spoel. Dit principe werd in 1837 als eerste beschreven door de Fransman Claude Pouillet.

### Astatische galvanometer

Principe astatische galvanometer

Nadeel van eerdere galvanometers was de uitslag van de naald niet alleen beïnvloed werd door de te meten stroom maar ook door het aardmagnetische veld, waardoor er meetfouten ontstonden. Om de verstoring van het aardmagnetische veld op te heffen ontwikkelde de Italiaanse wetenschapper Leopoldo Nobili de astatische galvanometer, waarvan in mei 1825 de eerste gepresenteerd werd aan de Italiaanse Societeit van Wetenschap in Modena.
De astatische galvanometer bestaat uit twee volkomen gelijke magneetnaalden die evenwijdig maar tegengesteld gericht zijn. Hierdoor wordt de invloed van het aardse magneetveld bijna geheel opgeheven. De uitslag van de galvanometer wordt alleen nog beïnvloed door de stroom door de spoel die slechts om één magneetnaald is aangebracht.

### Spiegelgalvanometer

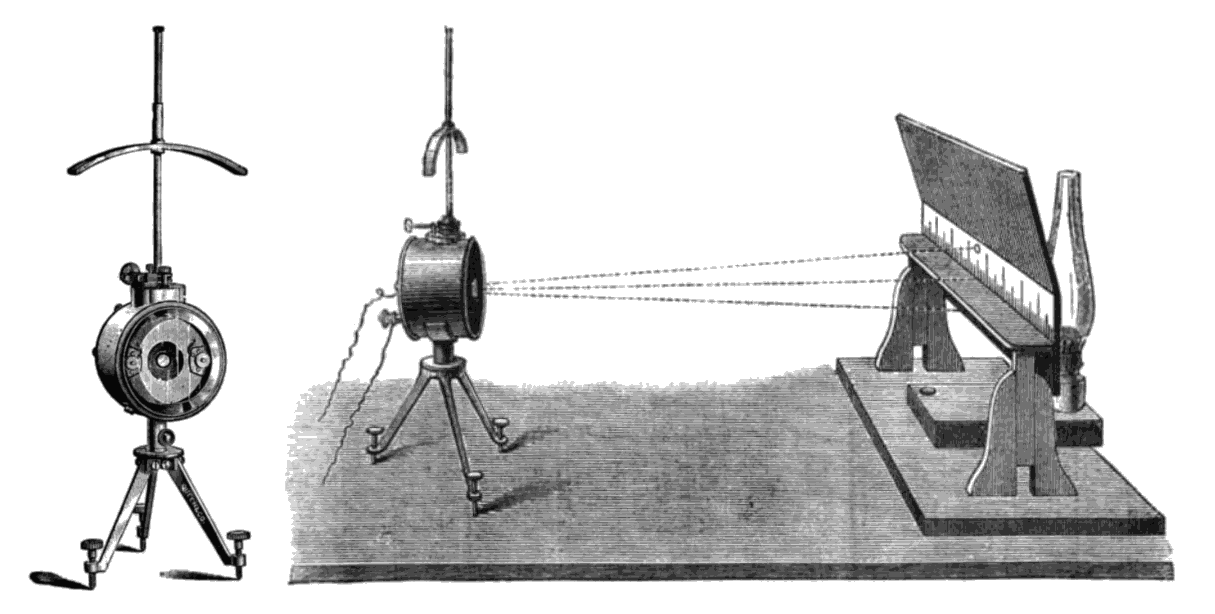
Spiegelgalvanometer

De meest gevoelige galvanometer, de spiegelgalvanometer, werd uitgevonden door de Brit William Thomson (Lord Kelvin). In plaats van een kompasnaald bevestigde hij aan een dunne torsiedraad van kwarts zeer kleine permanente magneetjes met daaraan een lichtgewicht spiegeltje. Via een op het spiegeltje gerichte lichtstraal wordt een lichtvlek op een lichtdoorlatende schaal geprojecteerd. De torsiedraad zorgt ervoor dat de magneetjes in de rustpositie terugkeren wanneer de elektrische stroom wordt onderbroken.
Het voordeel van deze opbouw is dat de afbuighoek twee keer zo groot is als de verdraaiing van de spiegel. Daarnaast kan de lichtstraal in tegenstelling tot een wijzer net zo lang als nodig gemaakt worden, zonder extra massa toe te voegen. Hierdoor kan met een kleine afbuighoek toch een vrij grote verplaatsing van de lichtvlek en dus een duidelijke aflezing bereikt worden.

### D'Arsonval galvanometer

D'Arsonval galvanometer

Het nadeel van de bovengenoemde galvanometers is dat de draaibaar opgehangen magneet beïnvloed wordt door andere magneten en ijzermassa’s in de directe nabijheid. Daarnaast is de afbuiging van de wijzer of spiegel niet lineair tot de te meten stroom. In 1882 ontwikkelde de Fransman Jacques-Arsène d'Arsonval samen met zijn landgenoot Marcel Deprez een galvanometer met een vaste permanente hoefijzermagneet en een draaibare draadspoel, opgehangen aan een dunne torsiedraad van fosforbrons.
In de stroomspoel was een vast gemonteerde ijzeren kern geplaatst, zodanig dat de spoel vrijelijk kon draaien in de luchtspleet tussen de polen van de magneet en de kern. Deze constructie levert – onafhankelijk van de stand van de spoel – een gelijkmatig en constant magnetisch veld, waardoor de uitlezing lineair wordt. Op de torsiedraad – die tevens dienstdoet als aanvoerdraad van de stroom – is een klein spiegeltje bevestigd die de uitslag van de draaispoel projecteert op een schaaluitlezing.
Door het geconcentreerde magnetisch veld en de delicate ophanging waren deze galvanometers zeer gevoelig en konden daarbij in iedere gewenste stand gemonteerd worden. Omdat deze draaispoel galvanometer niet beïnvloed wordt door magnetische velden van buitenaf kon deze meter ook gebruikt worden nabij elektromagnetische machines, zoals dynamo’s en elektromotoren.
Rond 1888 bracht Edward Weston een commerciële versie van dit instrument op de markt, dat de standaard component werd in elektrotechnische apparaten. Dit ontwerp ligt ook aan de basis van alle draaispoelmeters.

### Snaargalvanometer
Voor het meten van de hartslag ontwikkelde de Nederlands arts Willem Einthoven een speciale, zeer gevoelige versie van de galvanometer, namelijk de snaargalvanometer. Hierin is het draaibare galvanometerspoeltje gereduceerd tot een dunne verzilverde kwartsdraad, die als stroomgeleider is uitgespannen tussen twee magneetpolen van een zeer sterke elektromagneet. Deze draad zal bij een stroomdoorgang loodrecht op het magnetische veld uitwijken. Door de uitwijking met een lichtbron vast te leggen op fotografisch gevoelig papier wist Einthoven hiermee het eerste elektrocardiogram te produceren.
Zie voor een uitgebreider artikel over dit type galvanometer, Snaargalvanometer

## Toepassingen
De galvanometer was een van de eerste praktische toepassing van elektromagnetisme en stelden wetenschappers in staat om elektromagnetisme begrijpelijk te maken. In de 19e eeuw werden galvanometers in vele verschillende velden van het wetenschappelijk onderzoek gebruikt. Eind 19e eeuw werden galvanometers veel toegepast in de telegrafie, bijvoorbeeld om fouten op te sporen in ondergrondse telecommunicatiekabels.
Met een spiegelgalvanometer is het ook mogelijk om kleine of zwakke signalen vast te leggen door de gereflecteerde lichtstraal op een strook lichtgevoelig fotopapier te laten vallen. Na ontwikkeling van het fotopapier beschikte men over -in tijd gezien- opname van het signaal. Dit werd o.a. toegepast bij de eerste ECG's (EKG) maar ook bij het vastleggen van meetresultaten van analoge computers.
Doordat de inwendige weerstand van deze analoge meter zeer laag is, is het meetinstrument uitermate geschikt om kleine stromen te kunnen meten. Wil men toch grotere stromen meten, kan men dit realiseren door middel van shuntweerstanden. Een bekende toepassing van de galvanometer is die als nulstroommeter in de brug van Wheatstone.
Het gebruik van galvanometers is grotendeel verdrongen door elektronische versterking en detectie. De voordelen van digitale instrumenten is een hoge nauwkeurigheid, maar door factoren als energieverbruik en prijs wordt in bepaalde toepassingen soms nog analoge galvanometers gebruikt.

### Laserprojectie

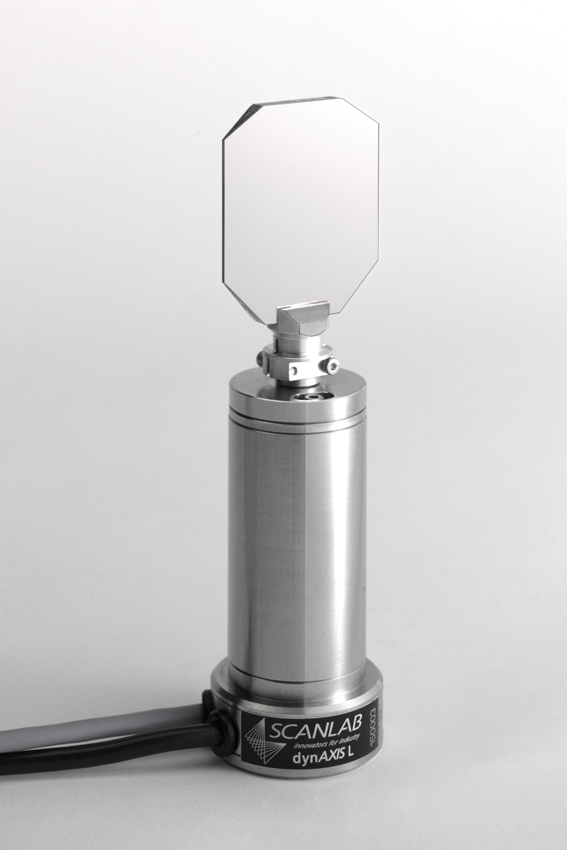
Moderne galvanometer met spiegel voor het sturen van laserstralen.

In laserprojectiesystemen worden galvanometers met een spiegeltje nog wel veel gebruikt, niet om te meten maar om de laserstraal in een bepaalde richting te sturen. Door de stroom door de spoel te variëren gaat de spiegel steeds in een overeenkomstige hoek staan en wordt de laserstraal dus ook steeds met een andere hoek afgebogen. Door twee spiegelsystemen haaks op elkaar te zetten kan de laserstraal naar een willekeurig punt op een vlak gestuurd worden (X-Y sturing) en kunnen met twee onafhankelijke periodieke signalen bijvoorbeeld lissajous-figuren, worden geschreven. In dergelijke systemen worden de galvanometers vaak als "galvo" aangeduid.